# Mieszana Bateria Michajłowsko-Konstantynowska
Mieszana Bateria Michajłowsko-Konstantynowska (ros. Сводная Михайловско-Константиновская батарея) – jeden z pierwszych oddziałów wojskowych Armii Ochotniczej podczas wojny domowej w Rosji.
Bateria została sformowana 19 listopada 1917 r. w Nowoczerkasku na bazie 2 plutonu Kompanii Junkierskiej. W jej skład weszli junkrzy-artylerzyści z michajłowskiej i konstantynowskiej szkół artyleryjskich, którzy przybyli z Piotrogrodu. Liczyła ok. 100 żołnierzy. Dowództwo objął sztabskpt. Nikołaj A. Szokoli. Wchodziła w skład Aleksiejewskiej Organizacji, która przekształciła się w Armię Ochotniczą. Do końca listopada liczebność oddziału wzrosła do ok. 250 ludzi (ok. 190 „konstantynowców” i ok. 60 „michajłowców”). Od początku bateria miała zaledwie 1 lekkie działo polowe. 22 listopada pluton baterii wraz z Batalionem Junkierskim i sotnią kawalerii z Nowoczerkaska wziął udział w walkach z oddziałami bolszewickimi w okolicy miasta. Na pocz. grudnia artylerzyści utworzyli 1 i częściowo 3 baterie 1 Samodzielnego Lekkiego Dywizjonu Artylerii.